# Michel Legrand
Michel Jean Legrand (Parigi, 24 febbraio 1932 – Neuilly-sur-Seine, 26 gennaio 2019) è stato un compositore, pianista, arrangiatore e direttore d'orchestra francese di musica jazz, pop e di colonne sonore cinematografiche.
È stato un prolifico compositore, con più di 200 colonne sonore cinematografiche e televisive, oltre a molte canzoni memorabili. Ha vinto 3 Premi Oscar, il primo per la canzone The Windmills of Your Mind, dal film Il caso Thomas Crown (The Thomas Crown Affair).

## Biografia

### Gli inizi
Figlio del musicista Raymond Legrand e di Marcelle Ter-Mikaëlian, appartenente all'alta borghesia armena e sorella del direttore d'orchestra Jacques Hélian, Michel Legrand studiò pianoforte e teoria musicale al conservatorio di Parigi dal 1942 al 1949, in particolare nelle classi di Lucette Descaves, Henri Chalande e Nadia Boulanger, dove vinse diversi primi premi. Si appassionò al jazz dopo aver partecipato ad un concerto nel 1947 di Dizzy Gillespie con cui collaborerà qualche anno dopo, scrivendo nel 1952 gli arrangiamenti per l'orchestra d'archi che accompagnò il trombettista nei suoi concerti europei.

### Arrangiatore e jazzista
Dal 1951 iniziò una carriera come accompagnatore e arrangiatore per diverse vedette della canzone e del varietà francesi: Jacqueline François, Henri Salvador, Catherine Sauvage e Zizi Jeanmaire. Nel 1954 la casa discografica Columbia-EMI gli propose la realizzazione di un album in cui Legrand rielaborò famose canzoni francesi. Il disco, dal titolo I love Paris, vendette 8 milioni di copie e da quel momento Legrand divenne una celebrità a livello internazionale. Fu a quel punto che lo chansonnier Maurice Chevalier lo ingaggiò come direttore musicale, consentendogli, grazie a numerose tournée, di conoscere lo star system statunitense.
Ispirato da Stan Kenton, Count Basie, Erroll Garner, ha avuto una breve carriera di jazzista come leader, registrando album come Holiday in Rome (1955), Michel Legrand plays Cole Porter, Il suo primo disco jazz con grande orchestra (1957), Legrand in Rio (1958). Per Legrand Jazz, ha registrato a New York nel 1958 con Miles Davis, John Coltrane e Bill Evans, diventando uno dei primi europei a lavorare con i maestri del jazz moderno.
Nel 1966, ha scritto l'arrangiamento per la canzone It's so good di Henri Betti e André Hornez per l'album di Barbra Streisand Color Me Barbra.
Il 4 luglio 1973 tenne un concerto con la sua orchestra, accompagnando Stan Getz e Sarah Vaughan, alla Carnegie Hall di New York.
Alcune composizioni di Michel Legrand, come La Valse des Lilas (in inglese Once upon a summer time, - Chet Baker, Bill Evans), Chanson de Maxence (You must believe in spring) o il tema principale della colonna sonora del film "Un été 42" ("The summer knows"), sono diventati standard di jazz.

### Compositore per il cinema

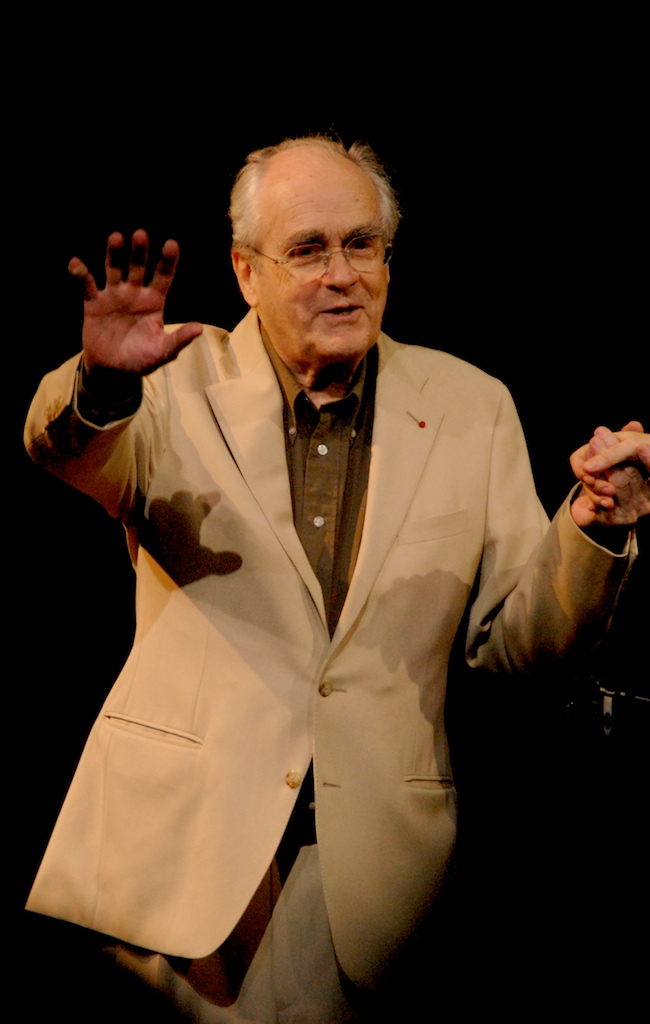
Michel Legrand nel 2008.

Negli anni '60 Legrand entrò definitivamente nel mondo della musica da film, componendo numerose colonne sonore di successo (tra cui quella di Cleo dalle 5 alle 7, film che lo vide perfino come interprete in un cameo) che lo portarono nel 1966 a ricevere la nomination al Premio Oscar per il suo lavoro in "Les Parapluies de Cherbourg". A quel punto decise di giocare le carta hollywoodiana stabilendosi a Los Angeles. La sua amicizia con Quincy Jones e Henry Mancini lo aiutarono molto a trovare il suo posto in un ambiente altamente competitivo, e gli diede l'opportunità di incontrare gli autori Alan e Marilyn Bergman.
Nel 1968, fu chiamato per un aiuto dal regista Norman Jewison che non riusciva a procedere con il montaggio del suo ultimo film, pur avendo 5 ore di immagini già girate. Michel Legrand propose allora di comporre da solo, completamente libero di agire, un'ora e mezza di musica originale, in modo che il regista potesse montare il film basandosi su questa musica. Il processo era una novità perché solitamente a Hollywood la colonna sonoro viene creata e aggiunta dopo che il film è stato girato e montato. Il caso Thomas Crown (The Thomas Crown Affair), in cui le riprese seguivano il ritmo dettato dalla colonna sonora, fu un successo e la canzone di punta della colonna sonora, The Windmills of Your Mind, fece guadagnare a Michel Legrand l'anno successivo l'Oscar per la migliore canzone originale.
Due anni dopo Legrand ottenne l'Oscar alla migliore colonna sonora per Quell'estate del '42 (Summer of '42) di Robert Mulligan (1971) in cui il tema The Summer Knows' venne interpretato, ottenendo un grande successo, da Barbra Streisand. Tra il 1971 e il 1975, è stato candidato ventisette volte per i Grammy Awards e ne ha vinti cinque. Ha vinto un terzo Oscar per la colonna sonora di Yentl di Barbra Streisand (1983). Nello stesso anno, ha composto la musica per la colonna sonora di Mai dire mai (Never Say Never Again di Irvin Kershner, l'ultimo James Bond di Sean Connery. La canzone che porta il titolo del film è scritta da Alan e Marilyn Bergman.
Scrisse le sue ultime composizioni per il cinema per film del regista Xavier Beauvois: Il prezzo della gloria con Benoît Poelvoorde e Roschdy Zem (2015) e infine nel 2017 Les Gardiennes, con Nathalie Baye e Laura Smet.
Michel Legrand ha creato le colonne sonore per alcuni fra i più importanti registi americani, come Orson Welles, Sydney Pollack, Robert Altman, Clint Eastwood, Norman Jewison. Ha comunque continuato a collaborare anche con maestri del cinema francese ed europeo: Marcel Carné, Jean-Paul Rappeneau, Louis Malle, Andrzej Wajda, Claude Lelouch. 
Legrand ha composto complessivamente più di 200 colonne sonore per il cinema e la televisione.

### Pianista accompagnatore e solista
Michel Legrand ha registrato come pianista in svariati generi musicali con illustri interpreti: Catherine Sauvage, Henri Salvador, Charles Aznavour, Zizi Jeanmaire, Frank Sinatra, Sarah Vaughan, Jack Jones, Tereza Kesovija, Ella Fitzgerald, Jessye Norman, Perry Como, Lena Horne, Kiri Te Kanawa, James Ingram, Johnny Mathis, Barbra Streisand, Caterina Valente, Frankie Laine, Nana Mouskouri, Stéphane Grappelli, Mireille Mathieu, Claude Nougaro, e più recentemente con Natalie Dessay.
Come pianista solista si è esibito con molte orchestre in tutto il mondo, tra cui quelle di San Pietroburgo, Vancouver, Montréal, Atlanta e Denver.

### Cantante
Nel 1964, Michel Legrand decise di comporre anche per sé e di costruirsi un repertorio come cantante, avvalendosi della collaborazione degli autori di testi Eddy Marnay e Jean Dréjac. Per il suo album Attendre..., pubblicato nel 1980, fu interprete, autore e compositore.

### Decesso
Legrand è morto nel 2019, per setticemia. Riposa a Parigi nel cimitero di Père-Lachaise. La sua tomba è ornata con una croce ortodossa. La vedova del maestro, Macha Meril, ha disposto di essere sepolta insieme a lui: il suo nome e la data di nascita vi si trovano già iscritti.

## Vita privata
Michel Legrand si sposò dapprima con la modella Christine Bouchard, poi con Isabelle Rondon; ebbe in seguito una relazione con Catherine Michel; infine si unì in matrimonio con Macha Méril, per amore della quale si era convertito al cristianesimo ortodosso. Ebbe quattro figli: due maschi e due femmine.

## Premi Oscar per la miglior colonna sonora

### Vittorie
- Quell'estate del '42 (1972)
- Yentl (1984)

### Candidature
- Les Parapluies de Cherbourg (1964)
- Josephine (1967)
- Il caso Thomas Crown (1969)

## Premi Oscar Miglior Canzone

### Vittorie
- Il caso Thomas Crown (1969)

### Candidature
- Les Parapluies de Cherbourg (1964)
- Lieto fine (1970)
- Noi due (1970)
- Amici come prima (1982)
- Yentl (1984) (2 candidature)

## Filmografia parziale
- Gioventù nuda (Terrain vague), regia di Marcel Carné (1960)
- Lola - Donna di vita (Lola), regia di Jacques Demy (1961)
- Questa è la mia vita (Vivre sa vie: Film en douze tableaux), regia di Jean-Luc Godard (1962)
- Cleo dalle 5 alle 7 (Cléo de 5 à 7), regia di Agnès Varda (1962)
- Una adorabile idiota (Une ravissante idiote) , regia di Édouard Molinaro (1963)
- Il gioco degli innamorati (Les amoureux du France), regia di Pierre Grimblat e François Reichenbach (1964)
- Les Parapluies de Cherbourg, regia di Jacques Demy (1964)
- Bande à part, regia di Jean-Luc Godard (1964)
- Josephine (Les Demoiselles de Rochefort), regia di Jacques Demy (1967)
- Base artica Zebra (Ice Station Zebra), regia di John Sturges (1968)
- Il caso Thomas Crown (The Thomas Crown Affair), regia di Norman Jewison (1968)
- Lieto fine (The Happy Ending), regia di Richard Brooks (1969)
- Ardenne '44, un inferno (Castle Keep), regia di Sydney Pollack (1969)
- La piscina (La piscine), regia di Jacques Deray (1969)
- La favolosa storia di Pelle d'Asino (Peau d'âne), regia di Jacques Demy (1970)
- Cime tempestose (Wuthering Heights), regia di Robert Fuest (1970)
- Messaggero d'amore (The Go-Between), regia di Joseph Losey (1971)
- La canzone di Brian (Brian's Song), regia di Buzz Kulik (1971)
- Quell'estate del '42 (Summer of '42), regia di Robert Mulligan (1971)
- La divorziata (Les feux de la chandeleur), regia di Serge Korber (1972)
- Tempo d'amare (A Time for Loving), regia di Christopher Miles (1972)
- Una donna in attesa di divorzio (One Is a Lonely Number), regia di Mel Stuart (1972)
- La signora del blues (Lady Sings the Blues), regia di Sidney J. Furie (1972)
- Niente di grave, suo marito è incinto (L'événement le plus important depuis que l'homme a marché sur la lune), regia di Jacques Demy (1973)
- La signora a 40 carati (40 Carats), regia di Milton Katselas (1973)
- I tre moschettieri (The Three Musketeers), regia di Richard Lester (1973)
- Breezy, regia di Clint Eastwood (1973)
- F come falso (Vérités et mensonges), regia di Orson Welles (1974)
- Il mio uomo è un selvaggio (Le Sauvage), regia di Jean-Paul Rappeneau (1975)
- Il flauto a sei Puffi (La Flûte à six schtroumpfs), regia di Eddie Lateste e Peyo (1976)
- Lady Oscar, regia di Jacques Demy (1979)
- Ricominciare ad amarsi ancora (Falling in Love Again), regia di Steven Paul (1980)
- Atlantic City, U.S.A. (Atlantic City), regia di Louis Malle (1980)
- Il cacciatore di taglie (The Hunter), regia di Buzz Kulik (1980)
- Bolero (Les uns et les autres), regia di Claude Lelouch (1981)
- Amici come prima (Best Friends), regia di Norman Jewison (1982)
- Il regalo (Le cadeau), regia di Michel Lang (1982)
- Mai dire mai (Never Say Never Again), regia di Irvin Kershner (1983)
- Un amore in Germania (Eine Liebe in Deutschland), regia di Andrzej Wajda (1983)
- Yentl, regia di Barbra Streisand (1983)
- Quando l'estate muore (As Summers Die), regia di Jean-Claude Tramont (1986)
- Trois places pour le 26, regia di Jacques Demy (1988)
- Arrivederci Roma, regia di Clive Donner (1990)
- Prêt-à-Porter, regia di Robert Altman (1994)
- I miserabili (Les misérables), regia di Claude Lelouch (1995)
- Pranzo di Natale (La bûche), regia di Danièle Thompson (1999)
- And Now... Ladies & Gentlemen, regia di Claude Lelouch (2002)
- Max Rose, regia di Daniel Noah (2013)
- L'altra faccia del vento, regia di Orson Welles (2018)

## Doppiatori italiani
- Sergio Tedesco in Cleo dalle 5 alle 7